# بيف شالر
بيف شالر (بالإنجليزية: Biff Schaller)‏ هو لاعب كرة قاعدة أمريكي، ولد في 23 سبتمبر 1889 في شيكاغو في الولايات المتحدة، وتوفي في 9 أكتوبر 1939 في إميريفيلي في الولايات المتحدة.

## وصلات خارجية
- بيف شالر على موقعبيزبول رفرنس.كوم (الدوري الرئيسي) (الإنجليزية)
- بيف شالر على موقعبيزبول رفرنس.كوم (الدوري الثانوي) (الإنجليزية)